# سرفاوات
السرفاوات (الاسم العلمي: Syrphinae) هي أسرة من الحيوانات تتبع فصيلة السرفات من رتبة ذوات الجناحين.

## أجناس
- أسرة السرفاوات
  - قبيلة السرفاوية
    - جنس السرفة

  - قبيلة المتقوساوية
    - جنس المتقوسة